# Нелспройт
Нелспройт е град, столица на провинция Мпумаланга, ЮАР, намира се на 330 км източно от Йоханесбург. Населението на града е 221 474 души (2000).

## История
Градът е основан през 1905 година от трима братя, които са били на паша с добитъка си през зимата, името на града произлиза от тяхната фамилно име Нел.